# Лески (Костанайская область)
Лески (каз. Лески) — упразднённое село в Узункольском районе Костанайской области Казахстана. Ликвидировано в 1990-е г. Входило в состав Карл Марксского сельского округа.

## География
Село располагалось в 20 км к северо-востоку от с. Сокол, у озера Рытово.

## Население
В 1989 году население села составляло 60 человек. Национальный состав: русские — 40 %, казахи — 31.